# Викентий Попанастасов
Викентий Попанастасов или Попатанасов (изписване до 1945 година: Викентий попъ Анастасовъ) с псевдоним Владо е български просветен деец, анархист и революционер, деец на Вътрешната македоно-одринска революционна организация.

## Биография
Викентий Попанастасов е родом от град Кратово, тогава в Османската империя. Преподава в Скопското българско педагогическо училище. В 1904 година завършва философия и педагогия в Софийския университет. Присъединява се към ВМОРО още през 1897 година, през 1906/1907 година организира неуспешен опит за убийството на Хилми паша, заради което е осъден задочно от турските власти. Участва на Съвещателно събрание на ВМОРО от началото на 1907 година.
След Младотурската революция в 1908 година става деец на Съюза на българските конституционни клубове и е избран за делегат на неговия Учредителен конгрес от Виница. През 1911 година екипира чета с войвода Юрдан Иванов и улеснява заминаването и за Скопско.
Заради това влиза в конфликт с Тодор Александров, изключен е от ВМОРО и е осъден на смърт от организацията, но заради участието му в Балканските войни и спечелените два ордена „За храброст“ е помилван. След това Викентий Попанастасов работи във Върховната сметна палата като чиновник, където е назначен от Никола Генадиев, близък негов познат.
На 14 февруари 1915 година е извършен атентатът в Градското казино. Христо Иванов Дежурния, атентатор с неясен етнически произход, посочва за извършители Ицо Кукушанеца (Христо Сантов от Кукуш), Серафим Манов и Викентий Попанастасов. В дома и канцеларията му са намерени взривни материали и бомби, но той отрича участие в атентата. На 27 юни 1915 година Викентий Попатанасов, Ицо Кукушанеца и Георги Илиев Дезертьора са осъдени на смърт. На 10 юли 1915 година цар Фердинанд I отхвърля молбата на Викентий Попанастасов за аудиенция и потвърждава смъртните присъди. Четири дни по-късно Попанастасов и Христо Сантов са обесени. Обвинението достига до извод, че първият им опит за покушение на Фердинанд е от 1914 година при посещението на руския цар Николай II. В действителност осъдените нямат общо с този атентат, който е подготвен от Наум Тюфекчиев и турското разузнаване.
Според Иван Михайлов скопският войвода Йордан Иванов е убит заради близките си връзки с Викентий Попанастасов:
| „ | По-късно узнах, че Йордан бил уж близък на Викентий поп Атанасов, който бе осъден на смърт преди Първата световна война в София при обвинение, че е организатор на атентата срещу цар Фердинанд в градското казино. За Викентий пък се писа и в пресата, че е бил в приятелски и интимни връзки с бившия български министър Никола Генадиев. Йордан Беснико е бил анархист и чрез него Викентий, по-точно факторите стоящи зад последния, са се опитали да си създадат некаква беза и опора всред македонската революционна организация, та да си служат с това в своите лични и политически планове в България. Тодор Александров бе пресекъл тези домогвания чрез наказанието на Йордана. | “ |

Погребан е в Централните софийски гробища.